# Belisario Domínguez (Michoacán)
Belisario Domínguez es una localidad del estado mexicano de Michoacán. Es parte del municipio de Zinapécuaro.

## Toponimia
El nombre de la localidad rinde homenaje a Belisario Domínguez, senador de la República y opositor a la dictadura de Victoriano Huerta.

## Demografía
| Gráfica de evolución demográfica |
|                                  |

| Censo | Población |
| ----- | --------- |
| 1900  | 82        |
| 1910  | 119       |
| 1921  | 83        |
| 1930  | 120       |
| 1940  | 221       |
| 1950  | 338       |
| 1960  | 392       |
| 1970  | 594       |
| 1980  | 727       |
| 1990  | 1117      |
| 2000  | 1080      |
| 2010  | 1105      |
| 2020  | 1429      |